# 오앤오 엔터테인먼트
오앤오 엔터테인먼트(ONO Entertainment)는 대한민국의 연예 기획사다.
2018년 8월 케이스타그룹에 인수되어 현재 케이스타그룹의 계열사 스타이엔티 산하에 있다.

## 현재 소속 아티스트
- 장문복
- 에이리드

## 과거 소속 아티스트
- 구자명
- 트윈나인
- 블랙맘바
- 타이미
- 투탁
- 아웃사이더
- 사포
- 임정민
- 황아영
- 윤희석 (리미트리스 전 멤버)
- C.I (리미트리스 전 멤버)
- J-Jin (리미트리스 전 멤버)
- 레이찬 (리미트리스 멤버)
- 우 (리미트리스 멤버)